# 钱江新城森林公园

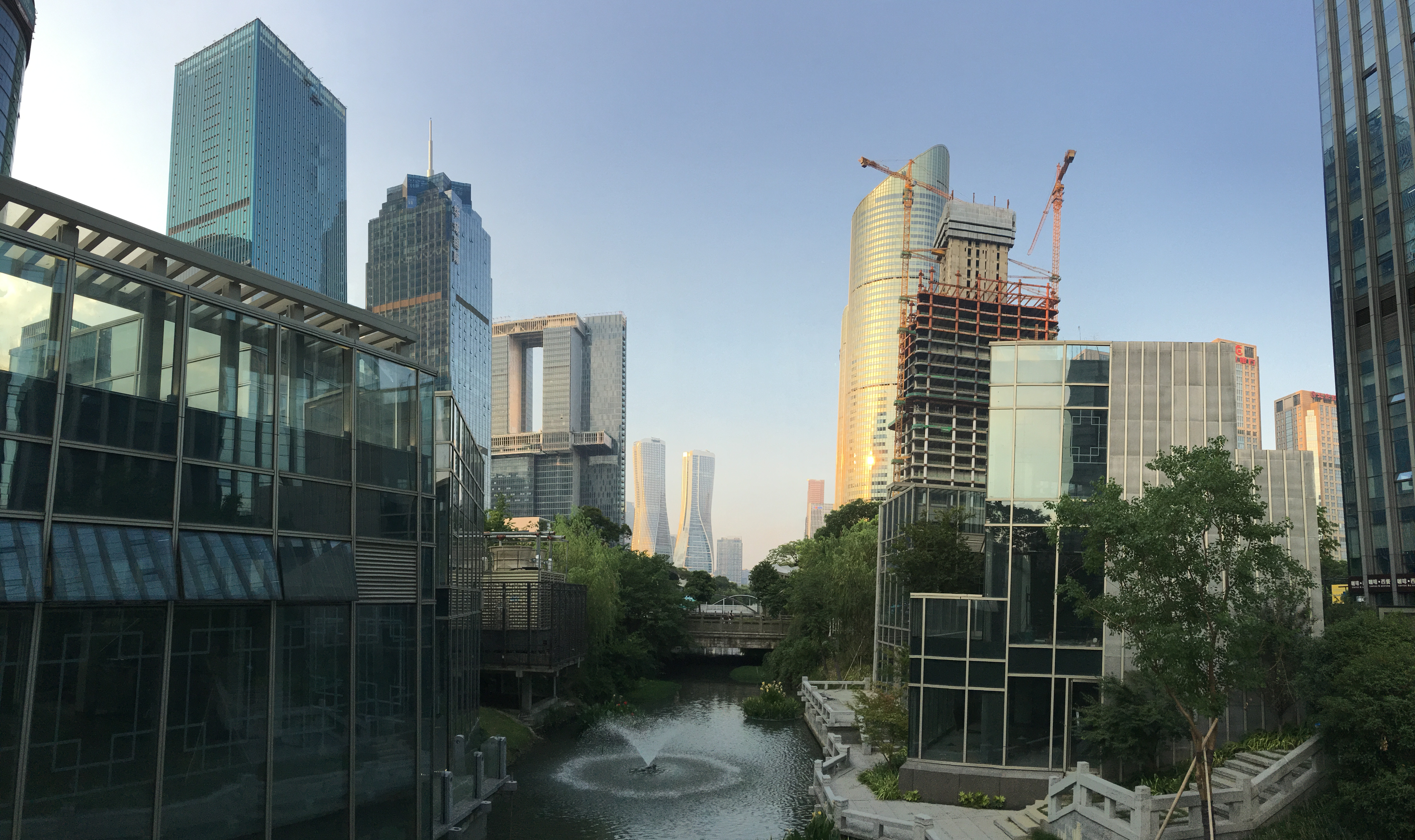
森林公园内景

钱江新城森林公园，又称中央森林公园，位于杭州市钱江新城，是中央商务区的一个旅游休闲之处。

## 简介

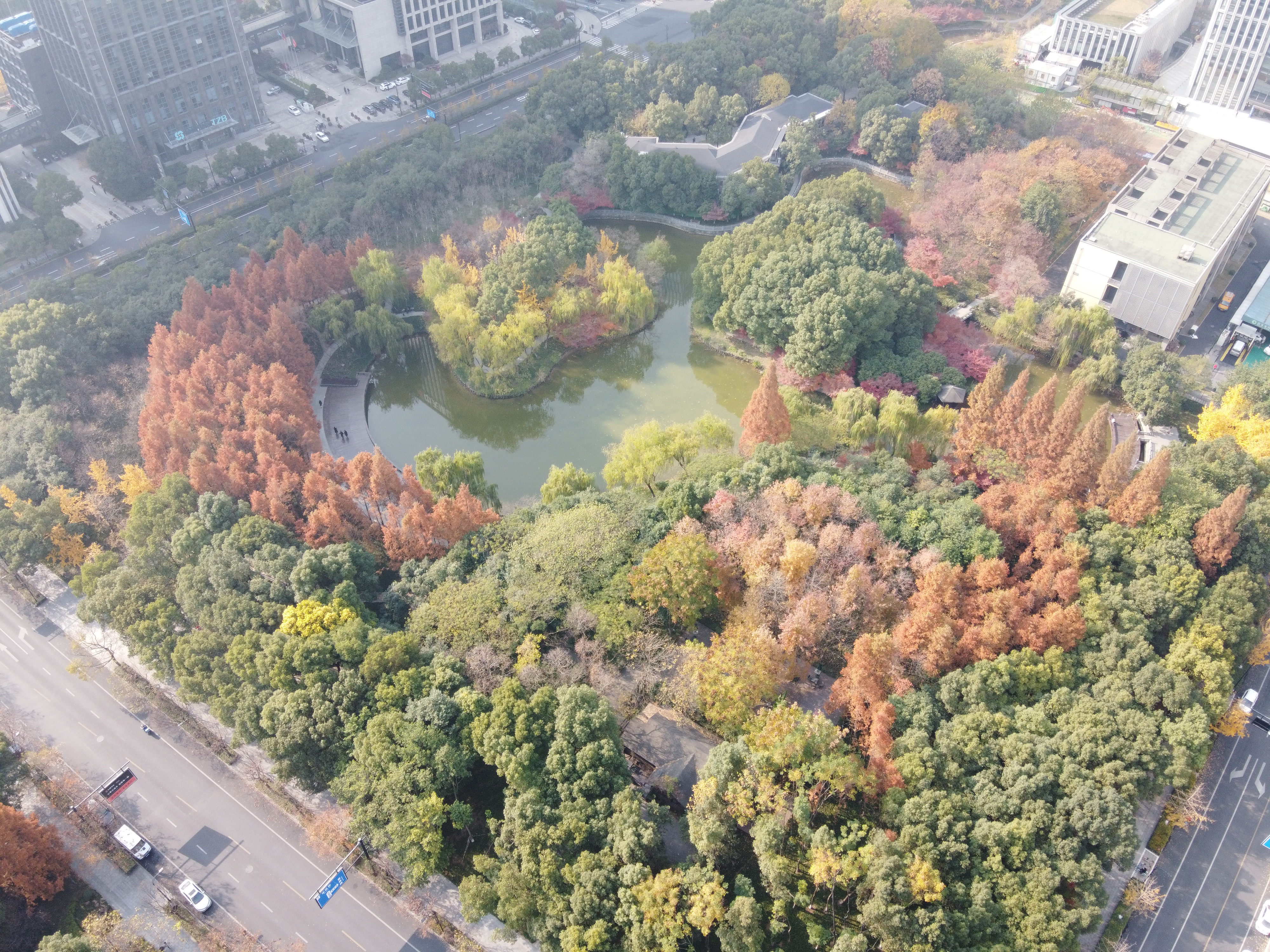
从空中俯瞰森林公园

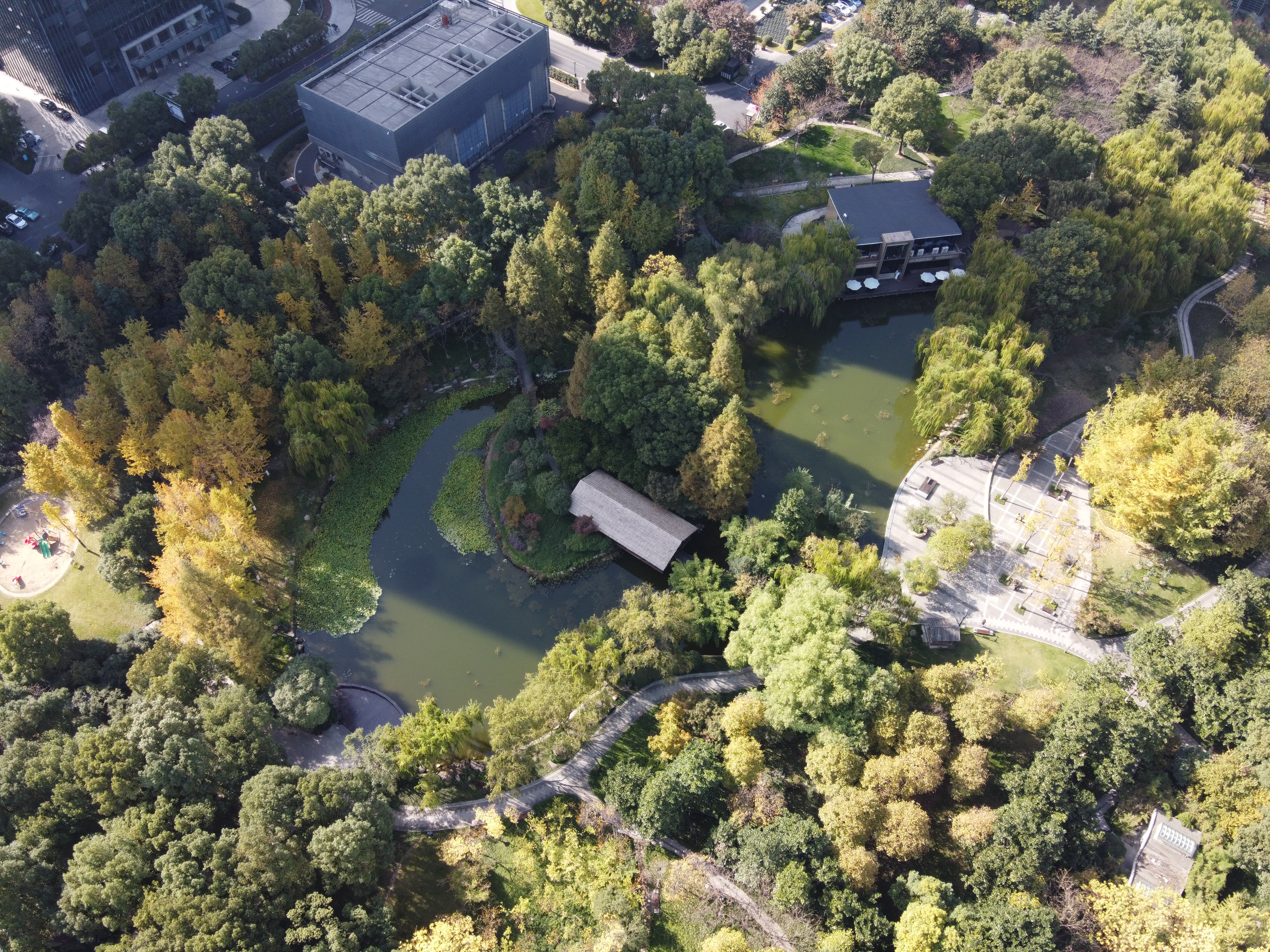
从空中俯瞰世纪花园

公园分为两块园区（并不相邻），处于钱江新城两翼区域，一号中央森林公园（森林公园）位于新城南侧，自北向南被富春路、城星路、五星路和香樟路包围，二号中央森林公园（世纪花园）位于新城北侧，自北向南被富春路、江锦路、剧院路和丹桂街包围。共有30多种乔木，5000多棵大树。占地11万多平米，每天可吸收近万公斤的二氧化碳，并释放8000多公斤氧气。
- 森林公园以观叶为主，种植银杏、杜英、榉树、栾树、水杉、红枫、香樟等“有色树种”，四季变换，四季有色。
- 世纪花园以观花为主，栽培紫玉兰、白玉兰、樱花、柿树、桂花等“有花树”，同样四季变换，四季有花。[1]

## 交通
- 森林公园：4号线城星路站
- 世纪花园：4号线江锦路站